# 止瀉薬
止瀉薬（ししゃやく）とは、いわゆる下痢止めの薬のことである。急性下痢症では下痢が毒素を排出する重要な現象なのでみだりに止瀉薬をもちいるのは好ましくはないが、毒素がないのに下痢がおこり患者が苦しんでいる場合は積極的に用いるべきである。激しい下痢では電解質代謝異常や脱水症状がおこるので抗菌薬、輸液、食事もあわせて考えるべきである。

## 分類
腸運動抑制薬
オピオイドなどの受容体に作用する薬を良く用いる。
ロペミン、セレキノンなど。
収斂薬（しゅうれんやく）
腸粘膜蛋白に結合し、粘膜の分泌と刺激を抑制することで炎症や腸蠕動を抑制する。
タンニン酸アルブミンなど。
吸着剤
毒素や腸管ガスを吸着する。
ガスコンやアドソルビン（天然ケイ酸アルミニウム）
乳酸菌製剤
ラックビー、ビオスリー、ビオフェルミンなど